# Emanuel Wohlhaupter
Emanuel Johann Karl Wohlhaupter (* 26. September 1683 in Brünn; † 1. September 1756 in Fulda) war ein deutscher Maler des Barocks.

## Leben und Werk
Emanuel Wohlhaupter (in älterer Schreibweise auch Wohlhaubter) kam als Sohn des Historienmalers Franz Johann Wohlhaupter und dessen Ehefrau Maria Elisabeth in Brünn zur Welt und wurde am 26. Dezember in der dortigen Pfarrkirche getauft. Seine erste Lehrzeit verbrachte er in der Werkstatt seines Vaters, bevor er sich auf die übliche Gesellenwanderschaft begab. Diese führte ihn über Wien nach Oberitalien und schließlich nach Venedig, wo er künstlerische Einflüsse u. a. von Giuseppe Maria Crespi (1665–1747), Antonio Molinari (1655–1704) und Angelo Trevisani (1669–1753/55) bezog. Insbesondere die von warm-bräunlichen Tönen getragene, fast monochrom wirkende Hell-Dunkel-Malerei von Wohlhaupters späteren Altarbildern scheint dadurch geprägt worden zu sein. Zu dieser Grundstimmung der Gemälde gesellte sich dann oft eine kontrastierende, lebhafte Auftragung von wenigen, aber dafür kräftig leuchtenden Grundfarben.
Ab 1715 arbeitete Wohlhaupter gemeinsam mit Luca Antonio Colomba (1674–1737) an der malerischen Ausstattung der Ludwigsburger Residenz der Württemberger Herzöge. Nach seiner Rückkehr nach Brünn verheiratete er sich am 10. Dezember 1718 mit Katharina Gränister und beteiligte sich an den Bemühungen der dortigen Maler um die Erstellung einer Zunftordnung. Spätestens Anfang 1720 kehrte er wieder in die Mainzer Werkstatt von Colomba zurück. Neben gemeinsamen Arbeiten im Wiesbadener Schloss Biebrich führte er 1721 auch allein die Freskenmalereien in der dortigen, heute nicht mehr bestehenden Orangerie aus. Darüber hinaus weilte er um 1720 das erste Mal zu einem kurzen Aufenthalt in Fulda, um hier als Probeauftrag ein nicht mehr vorhandenes Deckengemälde zu erstellen.
Anfang 1723 wechselte Wohlhaupter dann endgültig nach Fulda, wo er eine gutbezahlte Anstellung als Hofmaler des Fürstabtes Konstantin von Buttlar (1714–1726) erlangte. Nach dem Auslaufen seines ersten Vertrags im Juni 1725 wurde eine neue Vereinbarung geschlossen, welche die Verpflichtung des Malers zur Gestaltung des großen Deckenfreskos im mittleren Hauptsaal der Orangerie sowie zur Ausführung weiterer am Hof anfallender Arbeiten enthielt und bis Ende 1736 Gültigkeit besaß. Freies Quartier bezog Wohlhaupter in einer über den Flügeln der Orangerie eingerichteten Wohnung. Neben dem Deckenfresko der Orangerie (bis 1730) vollendete er in diesen Jahren auch die Ausmalung des Kaisersaals (um 1728), weiterhin die Malereien der Spiegelsäle im südöstlichen Ehrenhofflügel des Stadtschlosses (um 1731–1735) und im Oratorium der Universität (um 1734) sowie das Altarblatt der Hospitalkirche Heilig-Geist (1733). Daneben führte er auch Arbeiten für andere Auftraggeber aus, z. B. im Päpstlichen Seminar der Jesuiten (1731) oder im nahegelegenen Propsteischloss Johannesberg für Propst Conrad von Mengersen. Weitere Altarblätter von seiner Hand finden sich in Hammelburg, in der Kirche von Kämmerzell, in St. Peter und Paul in Salmünster und in anderen Dörfern des Fuldaer Landes. Außerdem erinnern an ihn etliche Gemälde im Schloss Adolphseck bei Fulda, darunter die Porträts zweier Fürstabte sowie einige Landschaftsmalereien und Stillleben.
Nach dem Tod seiner Frau Katharina am 25. März 1728 heiratete Wohlhaupter im Jahre 1729 Maria Margaretha Molter. Im Juni 1735 erwarb er für 1550 Gulden ein Wohnhaus in der Fuldaer Karlstraße neben dem Gasthaus Zum Storch, in dem er auch seine Werkstatt einrichtete. Ein Jahr später leistete er seinen Bürgereid und war mit Ablauf seines Vertrages wieder als selbstständiger Meister tätig. In dieser Zeit entstanden dann noch die Wandmalereien in der Quirinuskapelle der Johannesberger Propsteikirche (um 1740), die Malereien in der Schlosskapelle der fürstbischöflichen Sommerresidenz Fasanerie (1744–1745) sowie mehrere Altarblätter oder Wandbilder in den umliegenden Gemeinden, z. B. in Eichenzell, Flieden oder Großenlüder. Als letztes großes Auftragswerk übernahm er von Fürstbischof Amand von Buseck (1737–1756) ab 1746 die Durchführung der Deckenmalereien in Schloss Fasanerie. Spätestens seit diesem Jahr arbeitete auch der aus dem Grabfeld stammende junge Malermeister Johann Andreas Herrlein (1723–1796) als neuer Hofmaler in seiner Werkstatt, der am 6. Februar 1747 Wohlhaupters Tochter Maria Theresia heiratete und als Schwiegersohn zum Werkstatt-Nachfolger bestimmt wurde. In den nächsten Jahren folgten noch einige von beiden gemeinsam durchgeführte Arbeiten, bevor Wohlhaupter am 1. September 1756 verstarb und auf dem stadtpfarrlichen Friedhof in Fulda beerdigt wurde.